# Gometra
Gometra (Gòmastra en gaélique d'Écosse) est une île écossaise de l'archipel des Hébrides intérieures au Royaume-Uni. Elle se situe à l'est des îles de Mull et d'Ulva. Elle est reliée à cette dernière par une passerelle et un gué. Elle couvre approximativement 425 hectares et culmine à 155 m. L'île est géologiquement constituée de basaltes tertiaires du début du Paléogène. La végétation alterne entre prairies consacrées à l'élevage des moutons et landes à fougères ou bruyères peuplées de cerfs. Depuis 1992, l'ile appartient à Roc Sandford, un riche activiste écologiste qui y vit à l'année,.  